# 59 Club
Il 59 Club, scritto anche come The Fifty Nine Club, è un club motociclistico britannico con membri distribuiti a livello internazionale.

## Fondazione

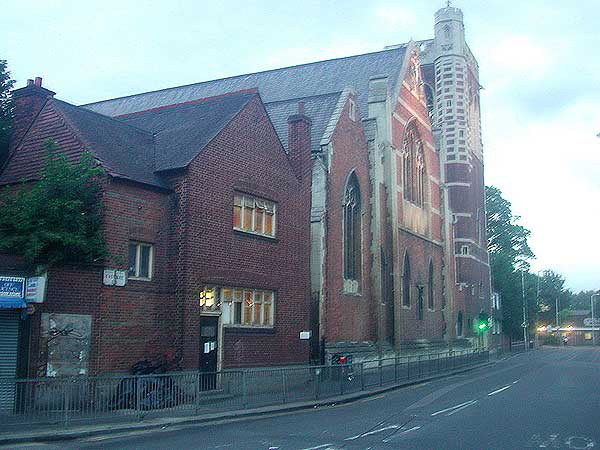
Sede del 59 Club.

Il 59 Club iniziò come un club giovanile con sede nella Chiesa d'Inghilterra, fondato nella chiesa di St Mary of Eton a Hackney Wick dal reverendo John Oates, nell'East End di Londra, allora un'area svantaggiata che soffriva di privazioni nel dopoguerra. Il club è stato fondato per fornire un luogo dove i giovani potessero incontrarsi. Ruppe con la tradizione della maggior parte dei club giovanili della chiesa dell'epoca consentendo l'ingresso a tutti i giovani della comunità locale, indipendentemente dal fatto che frequentassero o meno la chiesa. Oates riuscì a convincere la giovane star Cliff Richard a suonare alla serata di apertura del club giovedì 2 aprile 1959, garantendo un'enorme affluenza di giovani e rendendo il club un successo immediato. Nel 1962 venne istituita una sezione motociclistica, il club è affettuosamente conosciuto dai motociclisti londinesi come 'The Vic's Caff'!"

## Dagli anni 60 al nuovo secolo
Dal 1962 all'inizio degli anni '80, il club godette della fama di punto di ritrovo privilegiato per i rocker e i motociclisti londinesi. Nel maggio 1964 il club si trasferì da Hackney Wick a una proprietà della chiesa a Paddington Green quando il Rev. Shergold si trasferì nella nuova parrocchia di St Mary a Paddington Green Church St Mary's.  nell'Estremità occidentale di Londra. Nel 1969 si contava che il club contasse 20.000 membri in occasione di un "Write-In" il 5 ottobre, in cui ai membri venivano inviate lettere per posta incoraggiati a contribuire con 1 sterlina (£) ciascuno, per raccogliere il capitale necessario per rinnovare la loro attività.

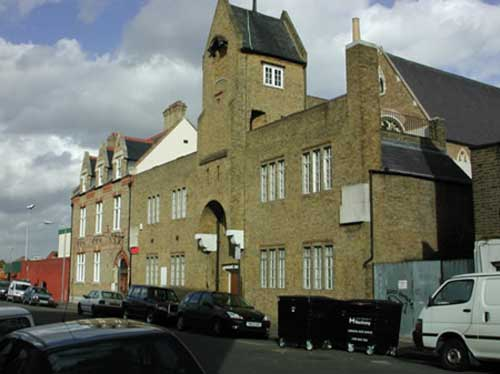
La sede del Club, fino al 1993, presso Yorkton Street.

Il Club 59 attirava sia membri maschi che femmine e, secondo padre Graham Hullet, il suo successo era basato sulla quasi totale mancanza di regole. Oltre alle motociclette e al rock and roll degli anni '50, il club si occupava di attività come il calcio e le immersioni subacquee, che davano ai giovani, principalmente provenienti da ambienti svantaggiati, uno sbocco per la loro energia. Verso la fine degli anni '80, era in corso un revival dei Rockers e un certo numero di appassionati diede vita a una "sezione classica" all'interno del club, un sottogruppo di membri dediti a sostenere la sottocultura rocker degli anni '60 (lo stile, la musica e le motociclette). Nel 1993 il 59 Club si trasferì da Yorkton Street (Hackney) a Plaistow. Fino a quel momento tutti i dirigenti del club venivano pagati dalla chiesa o dalla GLC, ma da allora gestiscono il club su base volontaria.

## Anni 2000
Nel settembre 2009, il club ha celebrato il suo cinquantesimo anniversario nella chiesa di St Martin-in-the-Fields, Trafalgar Square, Londra. Nel giugno 2018, il 59 Club ha nominato un nuovo vicario, padre Sergiy Diduk, dimessosi dalla carica di presidente del club nel 2023.
Nel 2019 cadde il 60º anniversario del club. Il vescovo di Londra si è rivolto al club per offrire l'uso della cattedrale di St. Paul per celebrare il suo giubileo di diamante, con corse che convergevano attraverso Londra verso la cattedrale per una benedizione di massa e un ricordo. Il club è stato gestito negli ultimi 30 anni dai leader del club volontario, molti dei quali erano membri dagli anni '60; costituiscono il Consiglio Direttivo del club. La costituzione proposta da padre Bill prevede che un prete della Chiesa d'Inghilterra faccia parte di questo consiglio.